# Southeastern European Medical Journal
Southeastern European Medical Journal je međunarodni, recenzirani, znanstveni i stručni časopis Medicinskoga fakulteta u Osijeku. Prvi je broj izdan 25. travnja 2017. Izlazi dva puta godišnje.
Časopis se izdaje na engleskome jeziku, u digitalnome obliku. Indeksiran je u bazama SHERPA/RoMEO i Directory of Open Access Journals.  
Sadržajno donosi izvorna temeljna i primijenjena istraživanja iz svih područja medicine (opća i klinička praksa, temeljne medicinske znanosti), teži razvoju i razmjeni znanja izravno relevantnoga za sva područja sestrinstva (ambulantno, njega u obitelji i zajednici, domu, bolnici, primarnoj i sekundarnoj praksi i javnome zdravstvu), kao i fizioterapiju, sanitarno i laboratorijsko inženjerstvo, laboratorijsku biotehnologiju, primaljstvo i interdisciplinarne studije. 

## Vanjske poveznice
Službena stranica
Hrčak: Southeastern European Medical Journal : SEEMEDJ